# John Everett Millais
Pour les articles homonymes, voir Millais.
Ne doit pas être confondu avec Jean-François Millet.
John Everett Millais, 1er baronnet (né le 8 juin 1829 à Southampton et mort le 13 août 1896 à Kensington à Londres), est un peintre et illustrateur britannique préraphaélite.

## Biographie

### Jeunesse et premières années
Il nait à Portland Place dans le Southampton, puis vit avec ses parents à Dinan, en Bretagne, en 1834. Il montre précocement des aptitudes au dessin. Dinan est une ville militaire, et les premiers dessins de John Everett Millais sont des croquis de soldats. Ce genre lui reste et il y revient fréquemment au cours de sa carrière. La mère du peintre consulte en 1835 le président de la Royal Academy, Sir Martin Archer Shee, qui refuse d'abord d'accorder de l'importance au jeune dessinateur, avant de se raviser.
John Everett Millais passe d'abord par une école de dessin dirigée par Henry Sass. Son grand talent lui vaut une place à l'école de la Royal Academy à l'âge précoce de onze ans. Il peint en 1845 le Pape Grégoire rachetant des esclaves et le Roi Alfred, deux tableaux qui n'ont jamais été exposés, et en 1846 Pizarre faisant prisonnier le roi des Incas du Pérou. En 1847, il peint Elgiva marquée d'un fer rouge et, la même année, le grand carton du Denier de la veuve. À la Royal Academy, il se lie d'amitié avec William Holman Hunt et Dante Gabriel Rossetti, avec qui il forme la confrérie préraphaélite ou Pre-Raphaelite Brotherhood en 1848 et signant parfois P.R.B. à la suite de leurs noms. La même année, il peint en 1848, Cimon et Iphigénie et la Tribu de Benjamin enlevant les filles de Shyloh, puis l'année suivante Isabella, ainsi que Ferdinand et Ariel. En 1850, il peint Le Grand-Père, puis en 1851 La Fille du bûcheron et Mariana. Il devient membre de la Royal Academy en 1852.

### Carrière et maturité
Il épouse Effie Gray après l'annulation du mariage de cette dernière avec John Ruskin.
D'une famille jersiaise, il parlait le jersiais, notamment avec sa compatriote Lillie Langtry, dont il fit un portrait célèbre. À ceux qui se moquaient de ses origines jersiaises et qui lui disaient when England conquered Jersey (quand l'Angleterre conquit Jersey), Millais répliquait « Never! Jersey conquered England. » (Jamais! Jersey conquit l'Angleterre).
Il est élu président de l'Académie royale (Royal Academy) en 1896 après la mort de Frederic Leighton. Il meurt la même année d'un cancer de la gorge.
John Everett Millais a participé aux activités de la Royal Drawing Society et a exposé à l'exposition annuelle du Royal Glasgow Institute of the Fine Arts.

## Quelques œuvres
- 1849-1850 : Le Christ dans la maison de ses parents, Tate Gallery, Londres
- 1851 : Mariana, Tate Gallery, Londres
- 1851 : Le Retour de la colombe sur l'arche, Ashmolean Museum, Oxford
- 1852 : Ophélie, Tate Gallery, Londres
- 1852 : Un huguenot, le jour de la Saint-Barthélemy, collection privée
- 1852 : Ordre de libération, 1746, Tate Gallery, Londres
- 1856 : Feuilles d'automne, Manchester Art Gallery, Manchester
- 1856 : La Jeune Aveugle, Birmingham Museum and Art Gallery, Birmingham
- 1857 : A Dream of the Past: Sir Isumbras at the Ford (en), Lady Lever Art Gallery, Port Sunlight
- 1857 : The Escaped Heretic [4]
- 1858-1859 : La Vallée du repos, Tate Britain, Londres
- 1860 : The Black Brunswicker, Lady Lever Art Gallery, Liverpool
- 1864 : Red Riding Hood, collection particulière
- 1865 : Jeanne d'Arc, collection particulière
- 1870 : The Knight Errand, Tate Gallery, Londres
- 1872 : Hearts are Trumps, Tate Gallery, Londres
- 1874 : Le Passage du Nord-Ouest, Tate Britain (toile représentant la frustration ressentie par les Britanniques après l'échec de l'expédition de John Franklin)
- 1878 : The Princes in the Tower (Édouard V et son frère Richard de Shrewsbury), collection Royal Holloway
- 1881 : John Henry Newman, National Portrait Gallery, Londres
- 1881 : Cendrillon, collection privée de Lord Andrew Lloyd Webber
- 1886 : Les Bulles de savon, collection particulière
- 1892 : Blow Blow Thou Winter Wind, Auckland Art Gallery, Nouvelle-Zélande

## Distinctions
- Officier de la Légion d'honneur
- Croix Pour le Mérite pour les sciences et arts
- Membre de la Royal Academy (1863)
- Membre de la Royal Society of Portrait Painters
- Membre étranger de l'Académie des beaux-arts (1882)
- Membre de l'Académie des arts de Berlin
- Docteur honoris causa de l'université d'Oxford

## Galerie

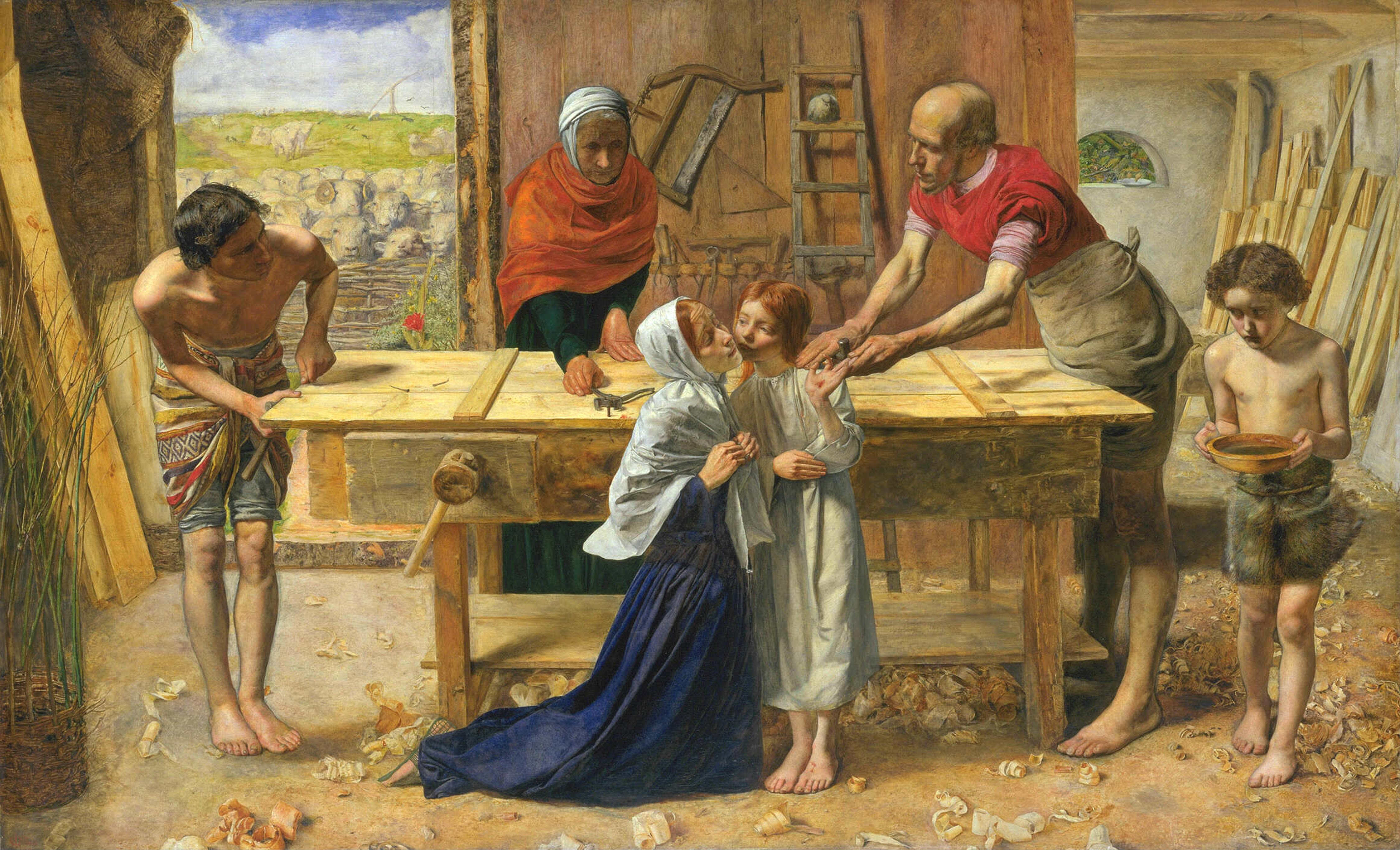
Le Christ dans la maison de ses parents (1850)
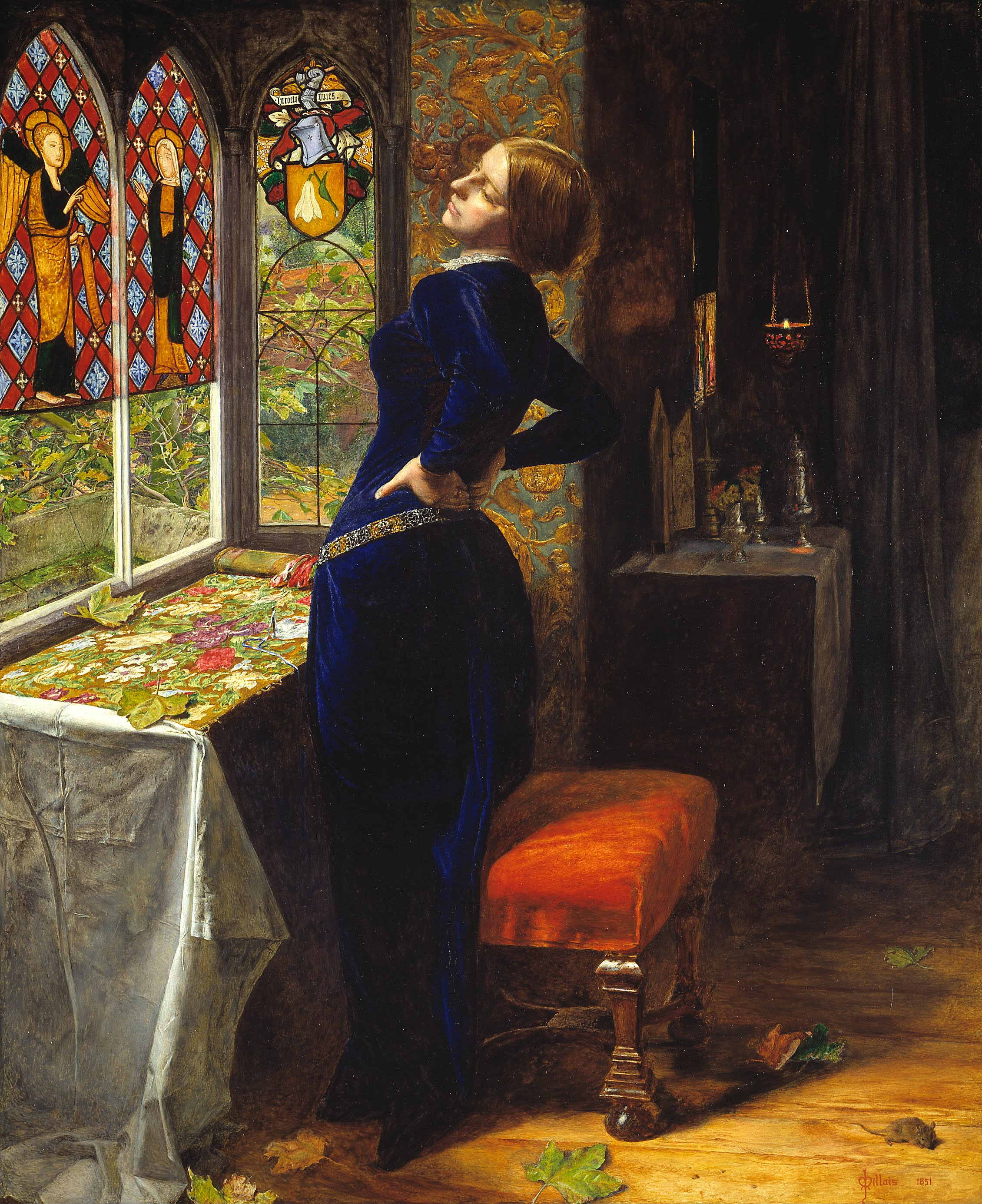
Mariana (1851)
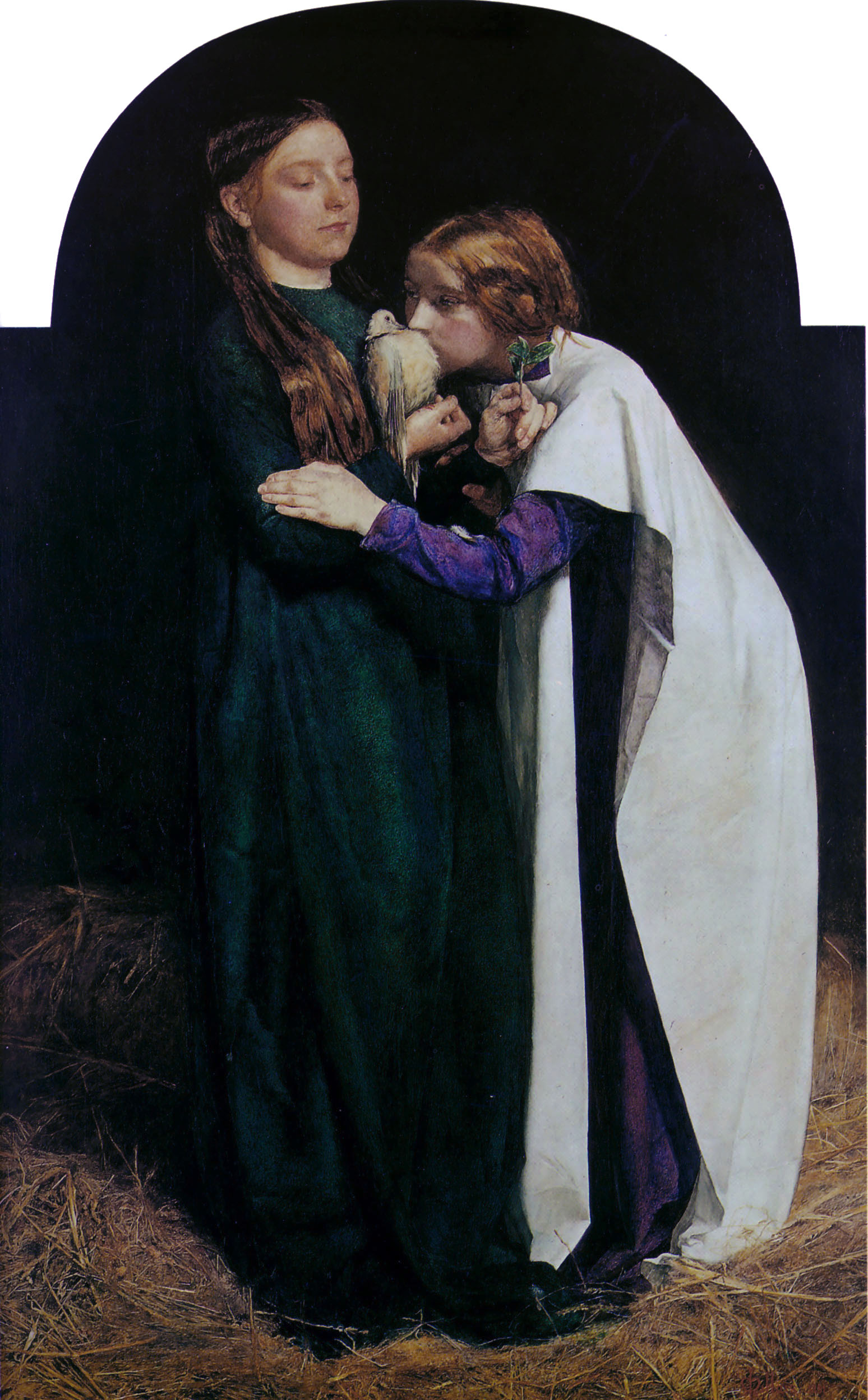
Le Retour de la colombe sur l'arche (1851)
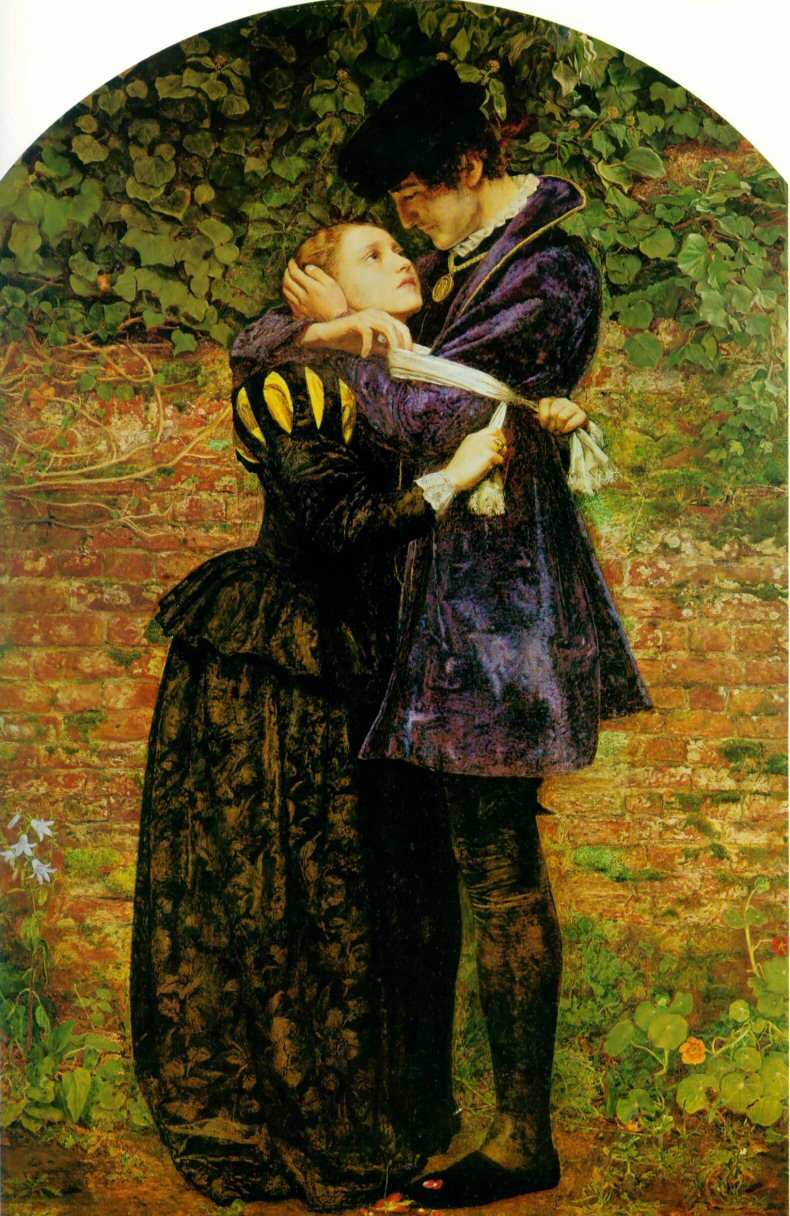
Un huguenot, le jour de la Saint-Barthélemy (1852)
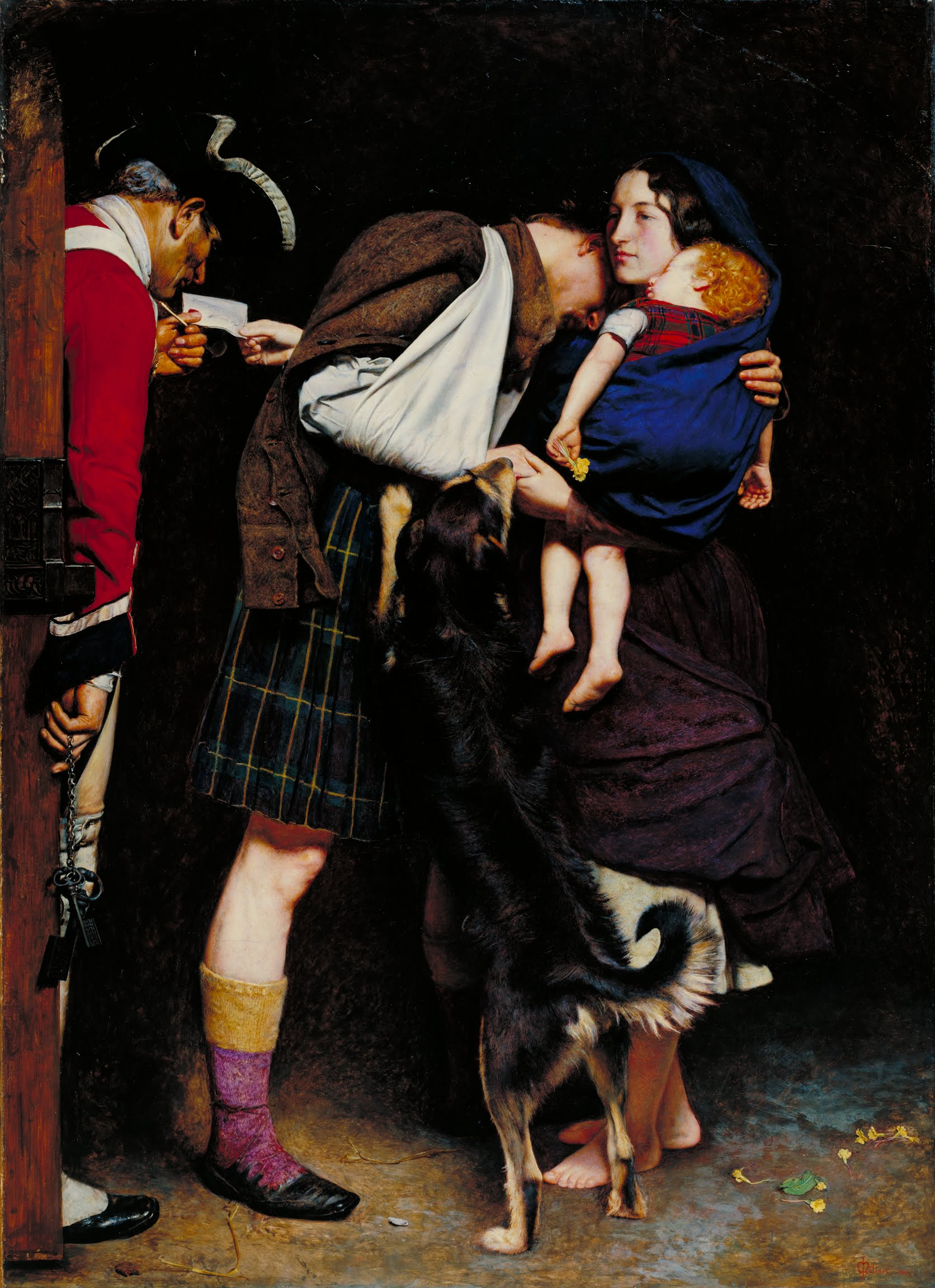
Ordre de libération, 1746 (1852)
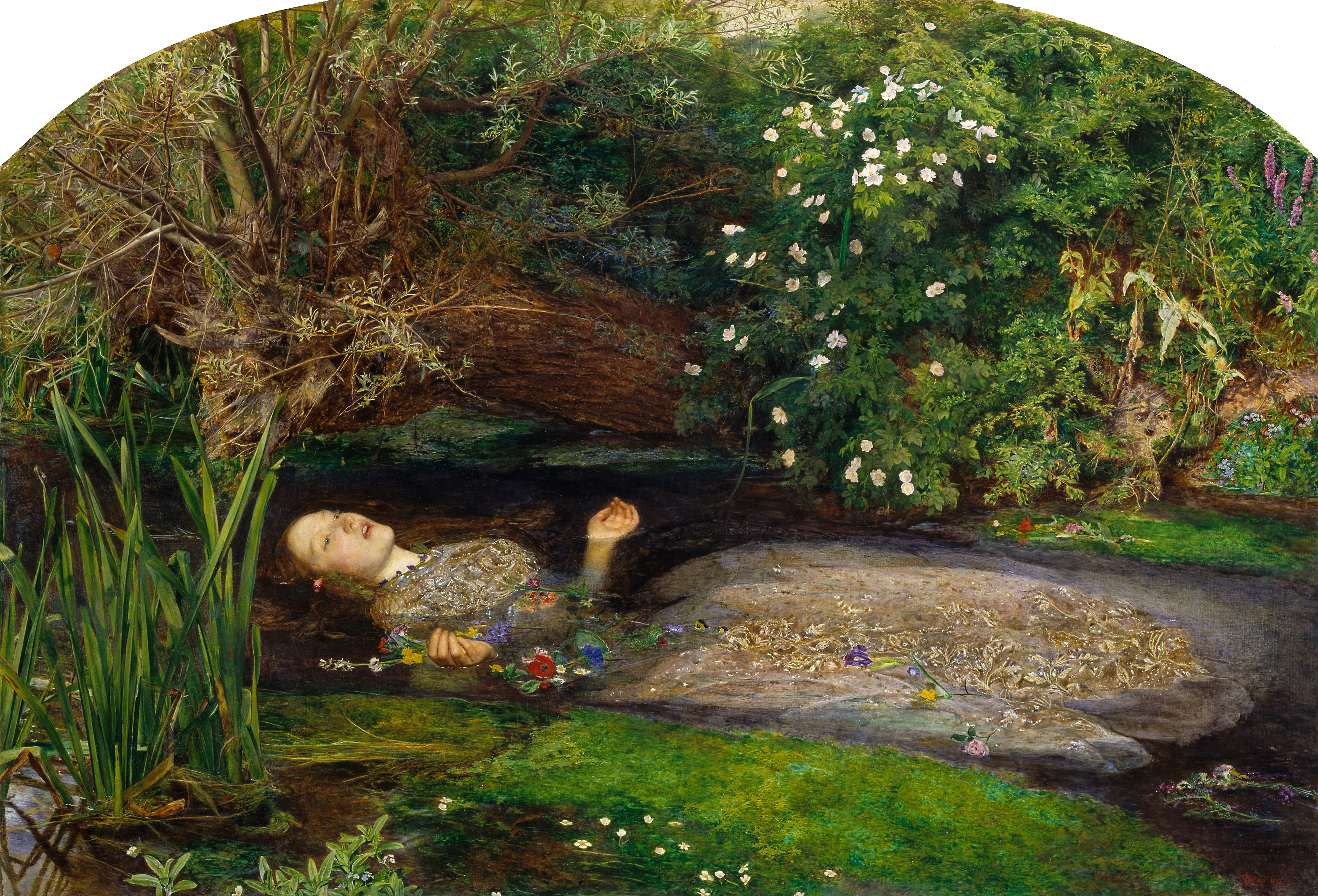
Ophélie (1852)
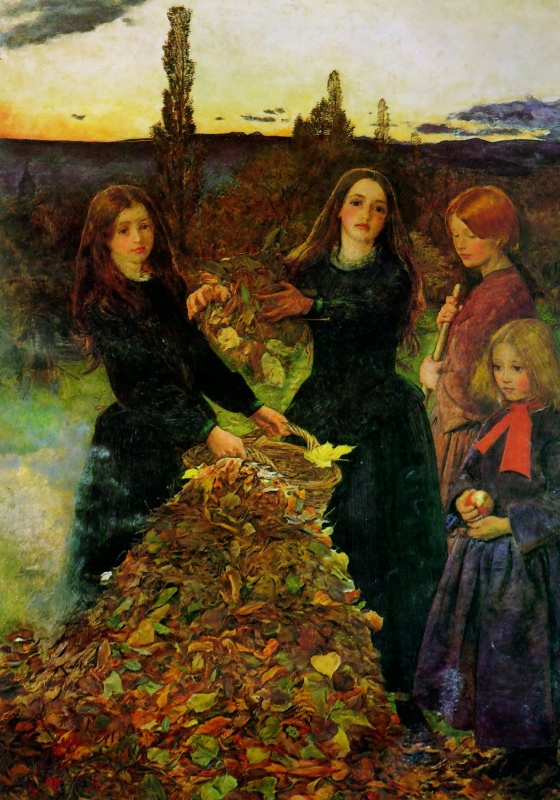
Feuilles d'automne (1856)
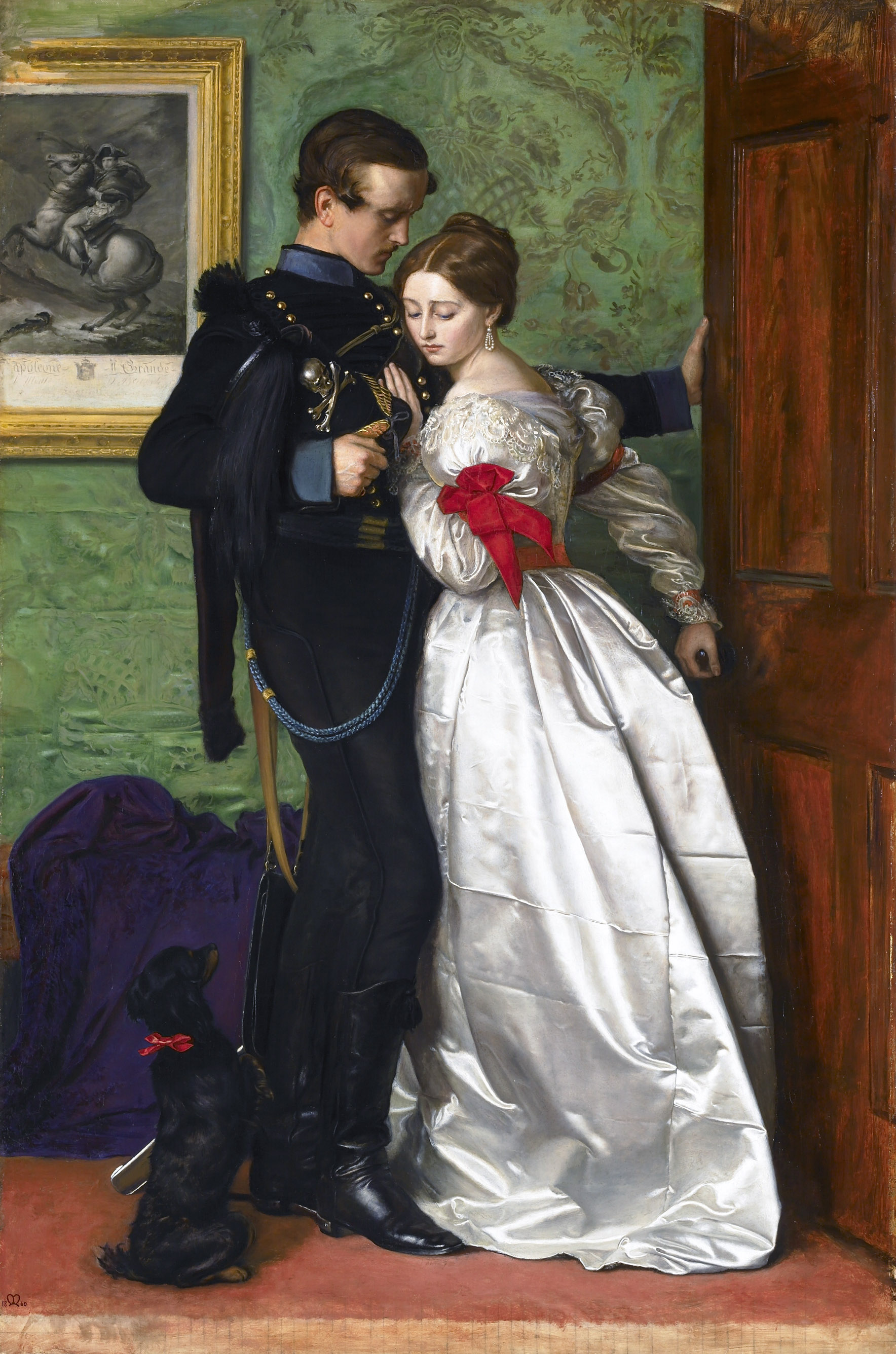
The Black Brunswicker (1860)
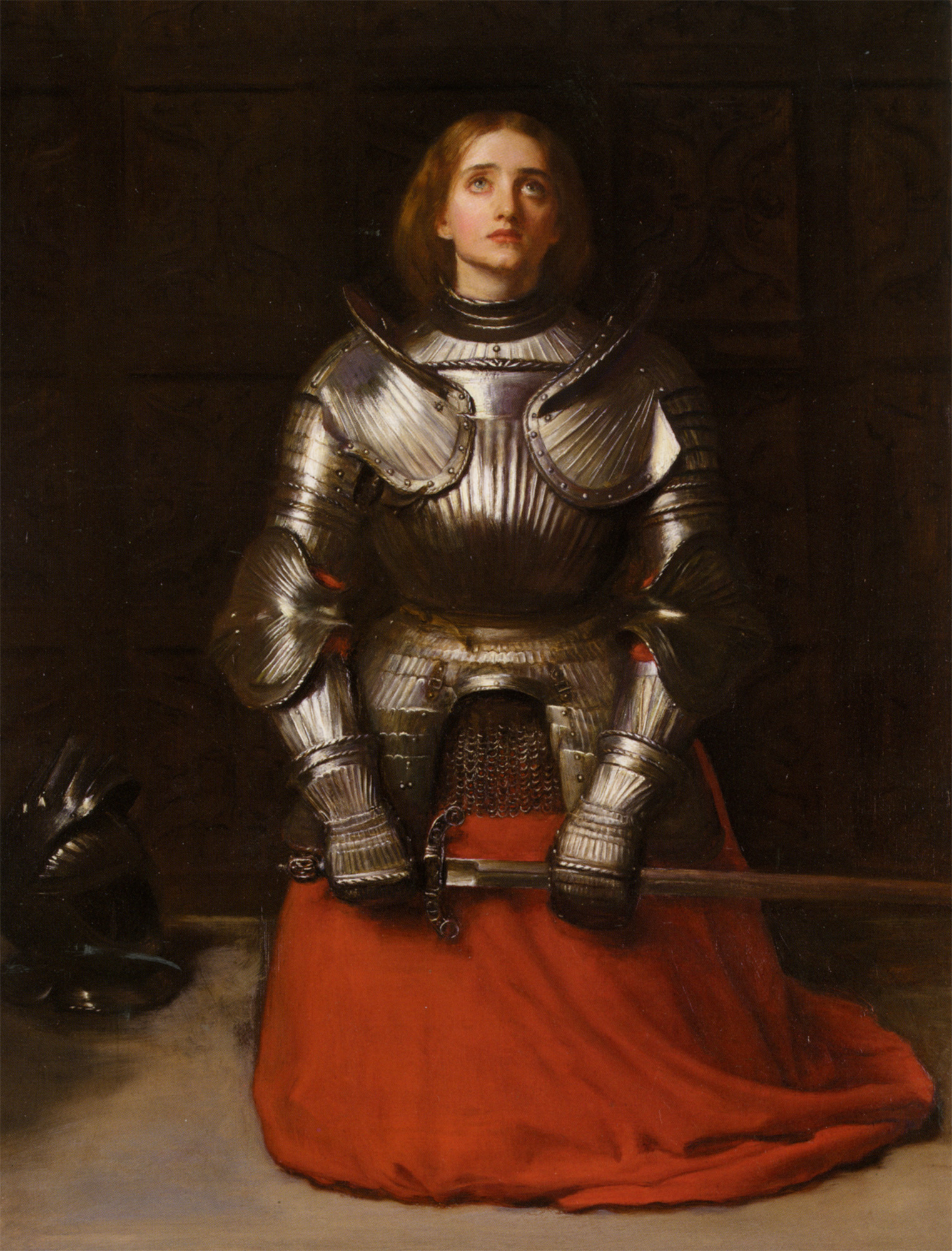
Jeanne d'Arc (1865)
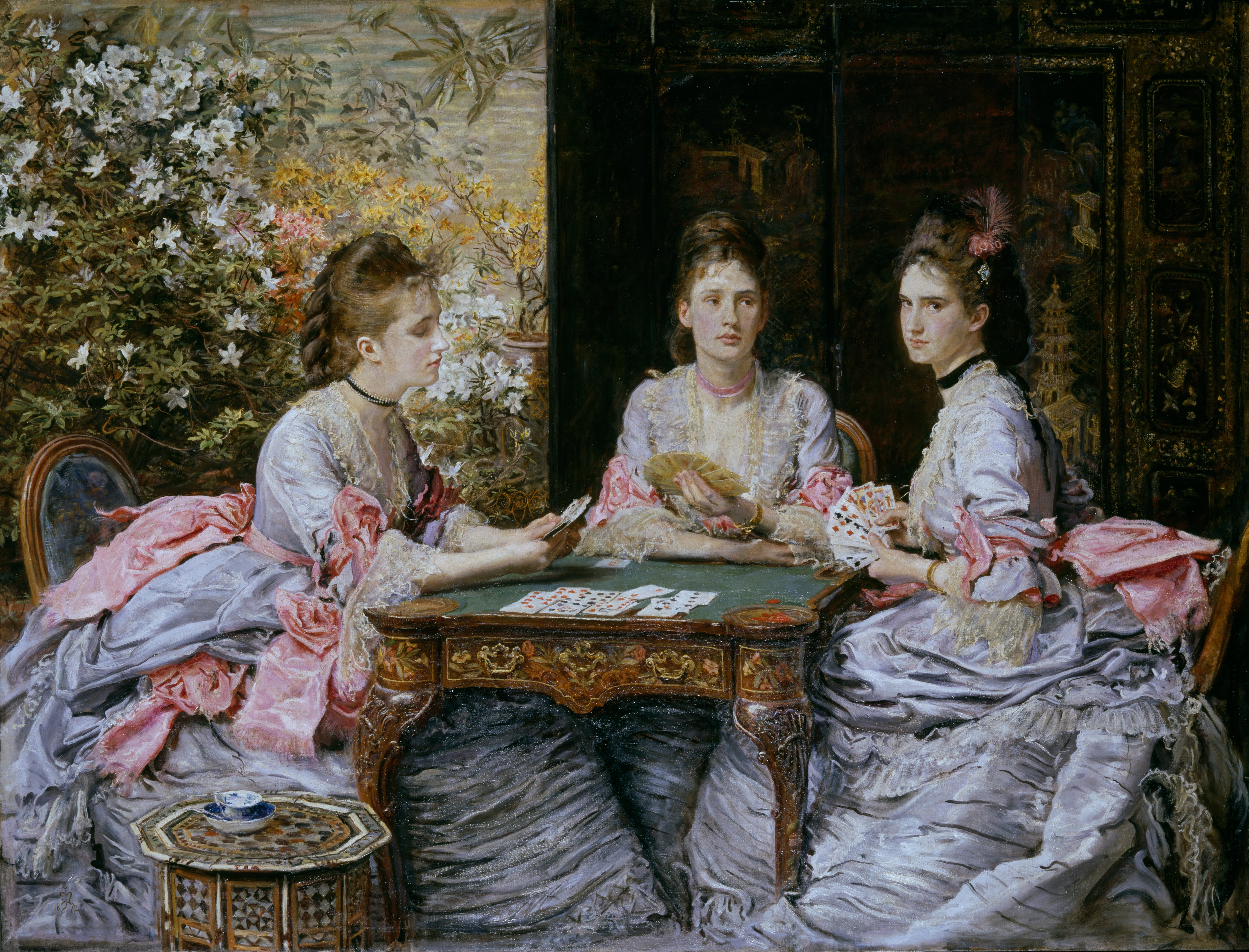
Hearts are Trumps (1872)
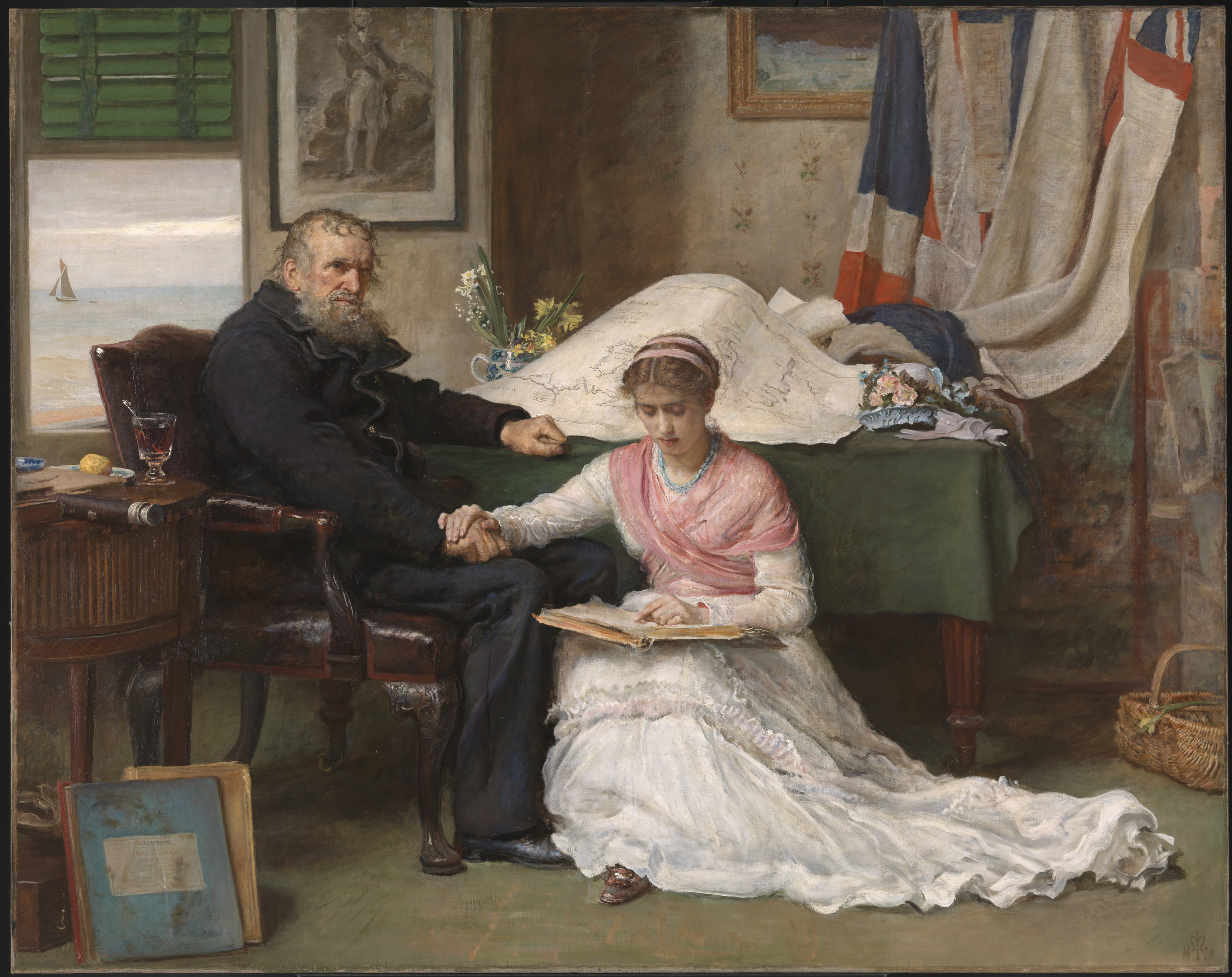
Le Passage du Nord-Ouest (1874)
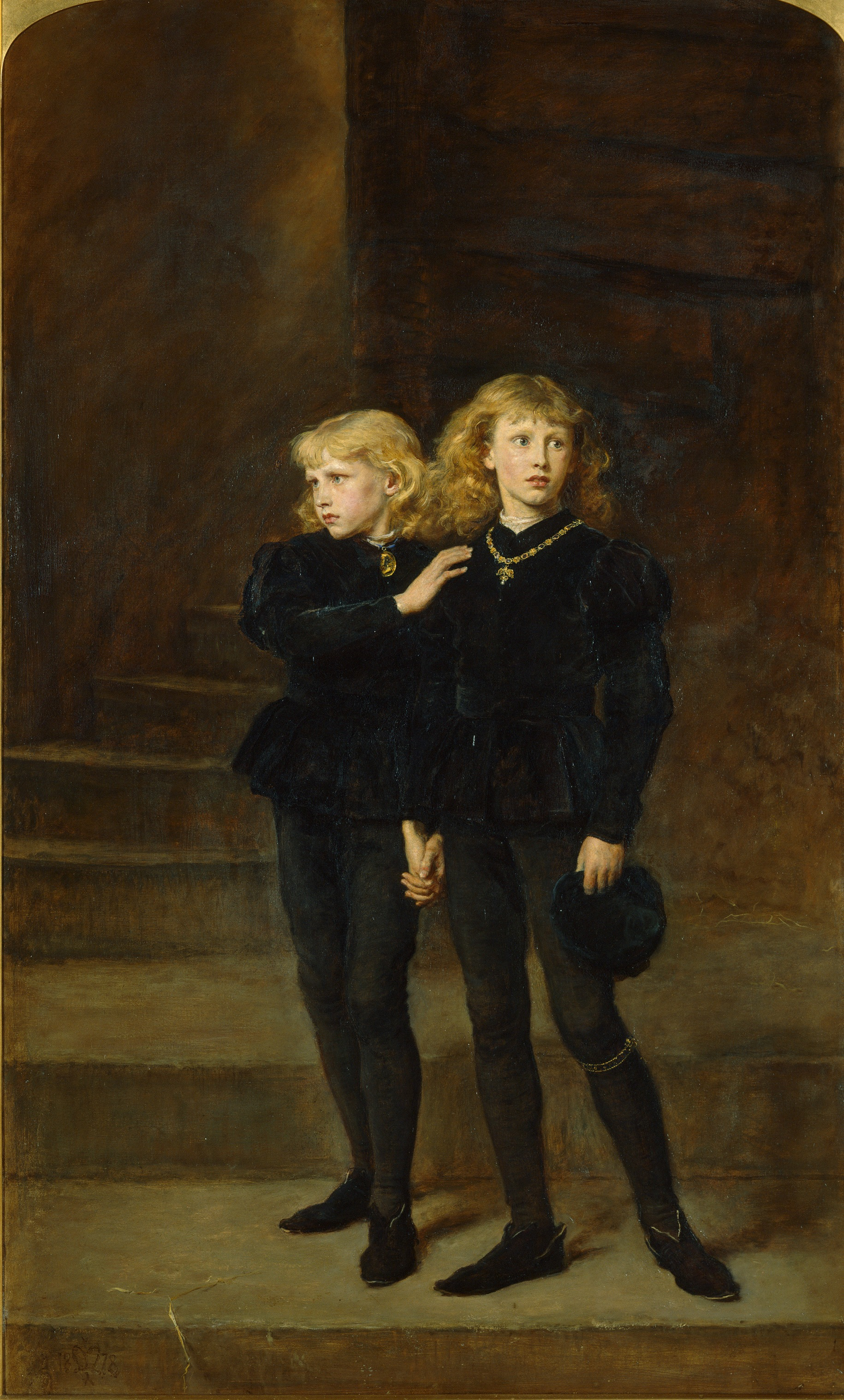
The Princes in the Tower (Édouard V et son frère Richard de Shrewsbury) (1878)
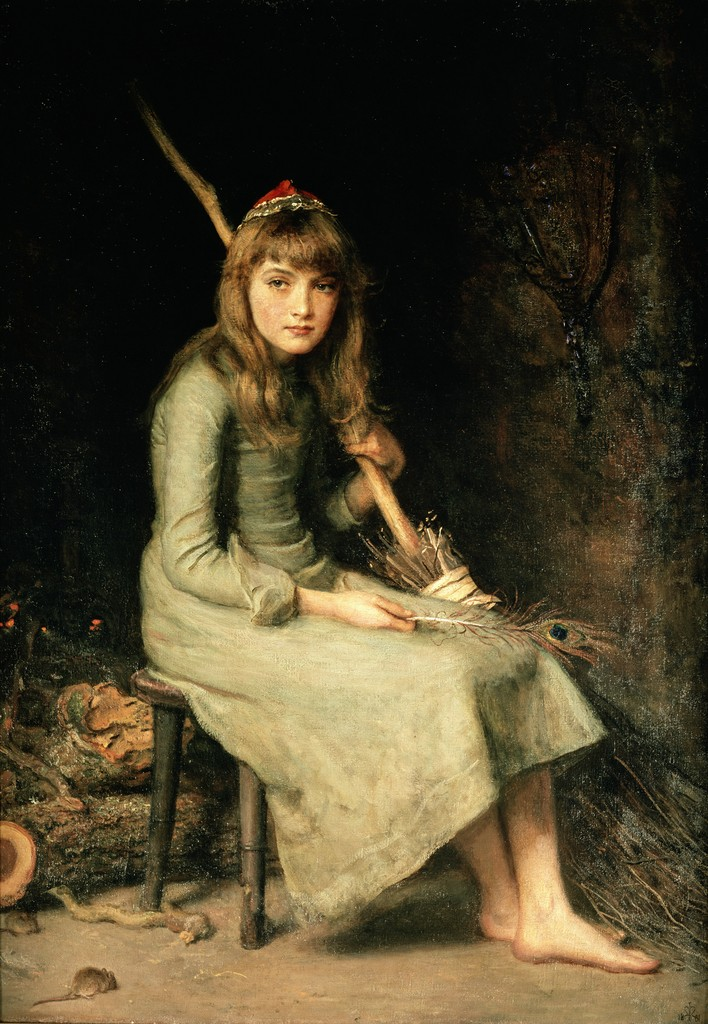
Cendrillon (1881)
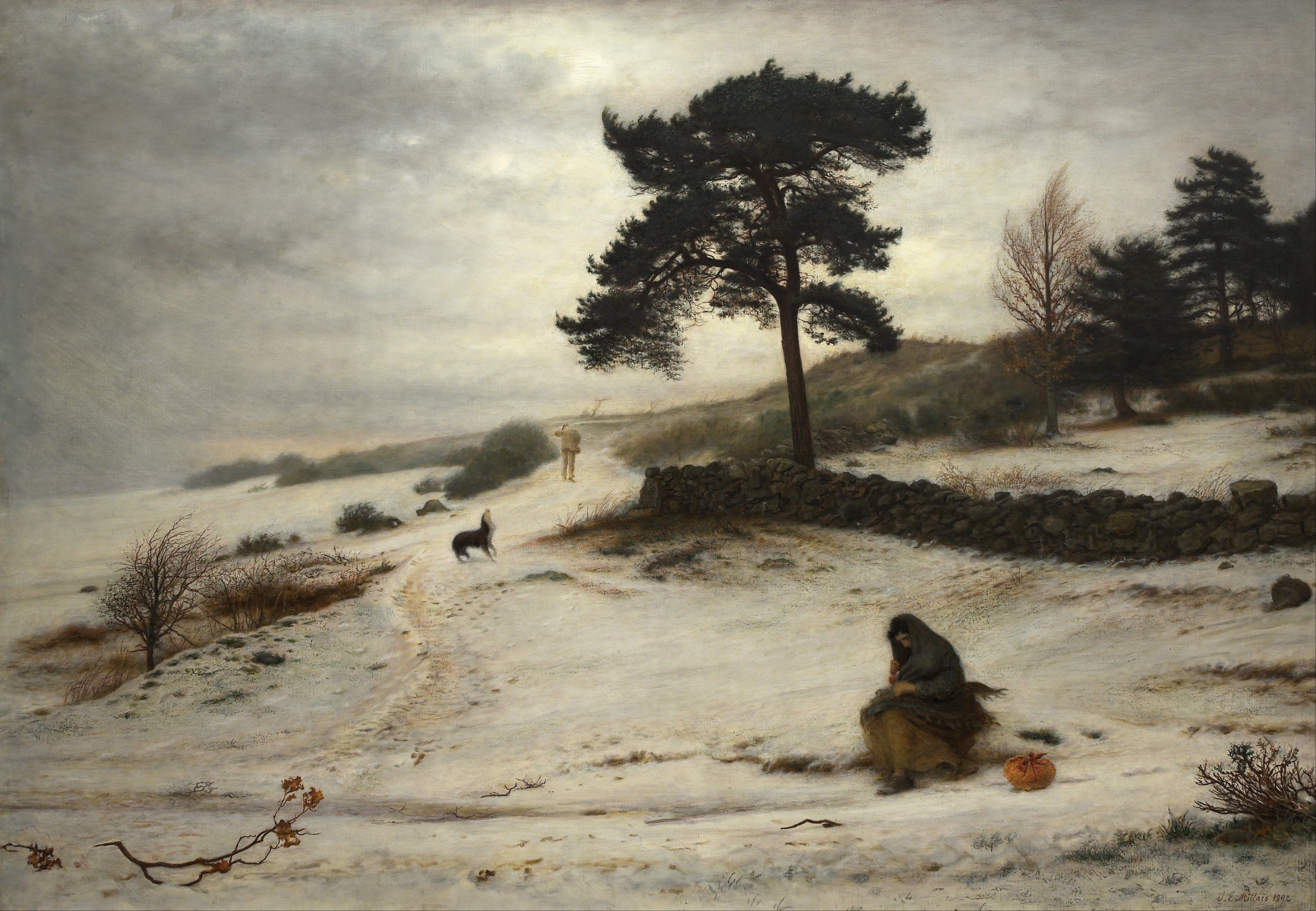
Blow Blow Thou Winter Wind (1892)

## Dans la littérature
Le héros du roman d'André Brink écrit en 1974, Au plus noir de la nuit, est fasciné par le tableau Feuilles d'automne de J. E. Millais.
Également cité dans " Le Stechlin ", chapitre XXV, de Théodore Fontane. 